# Schizachyrium
Schizachyrium là một chi thực vật có hoa trong họ Hòa thảo (Poaceae).

## Loài
Chi Schizachyrium gồm các loài: